# باتريك نيكلاس
باتريك نيكلاس (بالألمانية: Patrick Niklas)‏ (13 نوفمبر 1987 بآيزنشتات في النمسا - ) هو لاعب كرة قدم نمساوي في مركز الوسط. لعب مع نادي ماترسبرغ و1. Wiener Neustädter SC ‏ وSC Ritzing ‏ وASK Baumgarten ‏ وASV Neufeld ‏.

## وصلات خارجية
- باتريك نيكلاس على موقع قاعدة بيانات كرة القدم.إي يو (الإنجليزية)
- باتريك نيكلاس على موقع عالم كرة القدم.نت (الإنجليزية)